# Новий Пункт
Но́вий Пункт (рос. Новый Пункт) — селище у складі Калтанського міського округу Кемеровської області, Росія.

## Населення
Населення — 18 осіб (2010; 38 у 2002).
Національний склад (станом на 2002 рік):
- росіяни — 100 %